# Cereria Abella (Boters)
La Cereria Abella (Boters) és un establiment comercial situat al carrer dels Boters, 5 de Barcelona, que forma part de l'Inventari del Patrimoni Arquitectònic de Catalunya. Fins fa uns anys era una sucursal de la Cereria Abella.

## Descripció
La cereria té una única obertura a l'exterior amb els tancaments de vidre i metall. L'interior està format per una sala amb un altell pel qual s'accedeix per una escala de tres trams. L'altell s'utilitza tant de magatzem com d'expositor. Conserva un moble amb prestatges a la part alta de la zona davantera de la botiga. A l'espai entre el nivell de l'altell i el sostre, incorpora una fornícula emmarcada per elements arquitectònics clàssics, a l'interior de la qual hi ha una escena religiosa. El paviment, segurament reformat, és de mosaic bicolor formant un escacat.